# Chaillac-sur-Vienne
Chaillac-sur-Vienne (tiếng Occitan: Chalhac) là một xã của tỉnh Haute-Vienne, thuộc vùng Nouvelle-Aquitaine, miền trung nước Pháp.